# Сторожевский, Борис Николаевич
Борис Николаевич Сторожевский (1850, Полтава — 1898) — русский журналист и писатель. Редактор-издатель первой на Подолье неофициальной газеты «Подольский листок».

## Биография
Родился в семье педагога Полтавской гимназии. Окончил городскую гимназию. Затем изучал право на юридическом факультете Киевского университета Св. Владимира.
Позже стал журналистом. Работал секретарëм в редакции газеты «Киевлянин», а затем, после смерти в 1878 первого главного редактора, профессора, историка В. Я. Шульгина, некоторое время был её редактором.
В 1881—1882 гг. издавал в Каменец-Подольске «Подольский листок». Выход «Подольского листка» прекратился 6 (18) февраля 1882 из-за обстоятельств редакцией не предусмотренных. Обременëнный долгами редактор-издатель Сторожевский бежал из города от кредиторов.
В октябре 1882 года Сторожевский обратился в Главное управление по делам прессы за разрешением издавать в Полтаве литературно-общественную газету «Полтавский вестник», которая должна была «не касаясь широких общих вопросов, посвятить свои страницы исключительно обсуждению местных потребностей и интересов губернии». Прилагалась программа издания из 12 пунктов, в том числе: распоряжения правительства, местная хроника, исторические исследования, литературные произведения, земские и судебные новости, объявления и другое. Газета должна была выходить с 1 января 1883 года, подписная цена с доставкой составила 7 рублей 50 копеек в год. Ответ управления датируется 6 ноября 1882: «Принимая во внимание, что в г. Полтаве нет самостоятельных цензурных учреждений, и поэтому надзор за периодическим изданием в случае разрешения такого будет слишком затрудненным, Главное управление по делам прессы считает необходимым просьбу г. Сторожевского отклонить».
Последние годы жизни провёл в Киеве и сотрудничал как со столичными изданиями, так и со многими газетами Юго-Западного края, главным образом, в журнале «Жизнь и искусство», где публиковал фельетоны за подписью 100; Б. Н. С.; Б. С.; С—ский, Б. Н.
Известны рассказы Сторожевского: «Охрименко» («Новое слово», 1897, № 5), «Событие» («Нива»), «Ворона в павлиньих перьях» («Природа и охота»), отдельное издание «Чëрная страничка записной книги. Нравы Песчаной улицы» (Санкт-Петербург, 1888).